# 陳声
陳 声（ちん せい、? - 273年）は、中国三国時代の呉の政治家。

## 生涯
陳声は何定や万彧や奚熙や張俶や岑昏らと並び、孫晧の佞臣として有名であったという。
陳声は孫休までの時代は小役人であった。が、孫晧の時代に抜擢されて中書丞となった。陸凱の孫晧への上書の中には、孫休の時代では陳声と曹輔は器量の小さい小役人の例として名前が挙がっている。陳声は中書丞の官職にあって、孫晧にへつらい気に入られたが、しばしば王蕃をおとしめる讒言を行ない、王蕃がのちに誅殺される一因をつくっている。
鳳凰2年（273年）、孫晧の愛妾に、人を市場にやって民衆たちの財貨を強奪させる者がいた。陳声は司市中郎将となっていたが、孫晧の寵愛を恃みに法によってこれを処罰した。愛妾はこのことを孫晧に訴えると、孫晧は激怒し、別のことにかこつけて陳声を捕え、焼いた鋸で陳声の首を切り落とし、その体を四望山のふもとに棄てさせたという。